# Khmu jezici
Khmu jezici (privatni kod: khmc), skupina sjevernomonkhmerskih jezika iz Laosa, Vijetnama i Tajlanda. Sastoji se od 13 jezika unutar 4 uže skupine, to su:
a. Khao (2): bit [bgk] (Laos); khao [xao] (Vijetnam)
b. Mal-Khmu’ (7)
b1. Khmu’ (3): khmu [kjg] (Laos); khuen [khf] (Laos); o’du [tyh] (Viet Nam)
b2. Mal-Phrai (3): lua’ [prb] (Tajland); mal [mlf] (Laos); pray 3 [pry] (Tajland)
b3. Mal-Prai (1): prai [prt] (Tajland)
c. Mlabri (1): mlabri [mra] (Tajland)
d. Xinh Mul (3): kháng [kjm] (Vijetnam); phong-kniang [pnx] (Laos); puoc [puo] (Vijetnam)

## Vanjske poveznice
- Ethnologue (14th)
- Ethnologue (15th)